# Lena Gabršček
Lena Gabršček, slovenska odbojkarica, * 12. junij 1994.
Za Slovensko žensko reprezentanco v odbojki sede je nastopila na Poletnih paraolimpijskih igrah 2012, kjer je reprezentanca osvojila šesto mesto.
Je magistrica psihologije in motivacijska govorka. 